# Seto (taal)
Seto of Setu (seto kiil´) is een Oostzeefinse taalvariant die in het zuidoosten van Estland en het aangrenzende deel van Rusland wordt gesproken. Het wordt vaak als een dialect van het Zuidestisch of het Võro gezien. Er zijn ongeveer 5.000 Seto die het Seto spreken, vooral in Setumaa.

## Voorbeeld
Artikel 1 uit de Universele Verklaring van de Rechten van de Mens:
Seto: Kõik inemiseq sünnüseq avvo ja õiguisi poolõst ütesugumaidsist. Näile om annõt mudsu ja süämetun'stus ja nä piät ütstõõsõga vele muudu läbi kjauma.
Nederlands: Alle mensen worden vrij en gelijk in waardigheid en rechten geboren. Zij zijn begiftigd met verstand en geweten, en behoren zich jegens elkander in een geest van broederschap te gedragen.